# What a Wonderful World

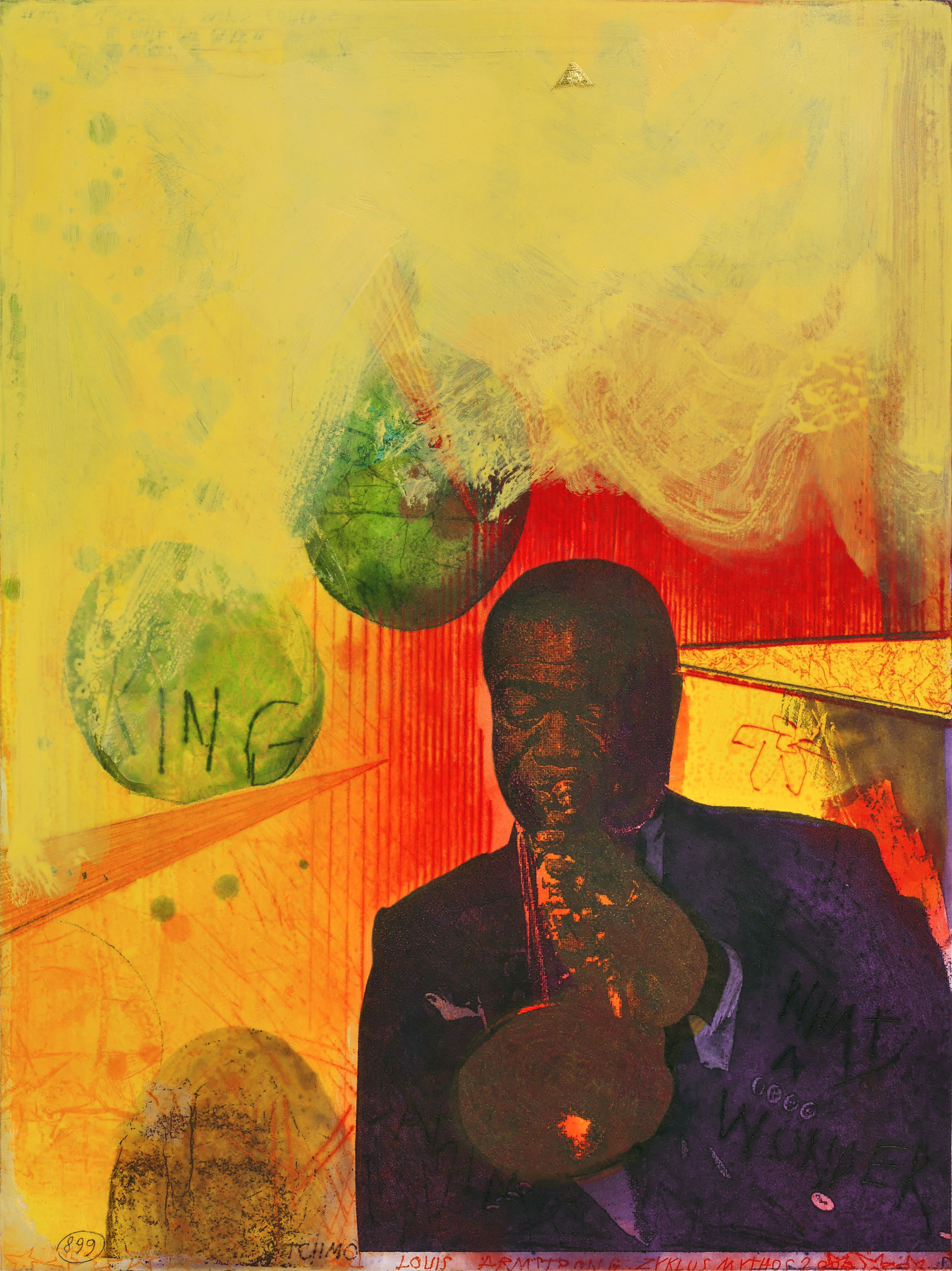
Adi Holzer: What a Wonderful World. Handkolorierte Farbradierung 2002.

What a Wonderful World ist der Titel eines Liedes, das von George David Weiss (Melodie) und Bob Thiele (Text; er benutzte zunächst das Pseudonym George Douglas) geschrieben wurde. Es wurde im September 1967 von Louis Armstrong auf einer Single veröffentlicht. Das Stück wird manchmal mit Wonderful World von Sam Cooke aus dem Jahr 1960 verwechselt.

## Geschichte
Der Song wurde speziell für Armstrong geschrieben. In der Zeit der Proteste der Bürgerrechtsbewegung und der Demonstrationen gegen den Vietnamkrieg nahm Armstrong den Song am 16. August 1967 auf und stellte ihn dem Publikum erstmals am 11. Oktober des gleichen Jahres in der Tonight Show vor. Zu diesem Zeitpunkt veröffentlichte ABC die Single, auf der das Lied enthalten war. 1968 erreichte sie in Großbritannien Platz eins der Hitparade.
1970 wurde auf dem Flying-Dutchman-Album Louis Armstrong and His Friends eine weitere Version veröffentlicht – eingespielt mit dem Orchester von Oliver Nelson. 1987 wurde der Song im Soundtrack des Films Good Morning, Vietnam verwendet. In diesem Film wird What a Wonderful World als Kontrast zu gewalttätigen Filmszenen (z. B. Bombenabwürfe) eingesetzt. Auch in anderen Filmen wie Rendezvous mit Joe Black, 12 Monkeys, Bowling for Columbine, Die Reise zur geheimnisvollen Insel und Madagascar wurde das Lied verwendet. Seit den 1980ern wurde das Lied vom deutschen Autobauer Opel in verschiedenen TV-Werbespots verwendet.
Armstrongs Version wurde 1999 in die Grammy Hall of Fame aufgenommen. 2001 wurde das Lied  vom US-amerikanischen Medienunternehmen Clear Channel Communications auf eine Liste mit Liedern gesetzt, die nach Meinung des Unternehmens nach den Terroranschlägen am 11. September 2001  unpassend dafür seien, im Radio gespielt zu werden.

## Inhalt
What a Wonderful World erzählt von der Schönheit der Welt und von den Glücksmomenten im alltäglichen Leben. Die Intention des Liedes war es, eine Gegenströmung zum zunehmend schlechter werdenden politischen Klima in den USA zu bilden. Daher besingt das Lied Natur, Sonne, Farben, Freundschaften und Kinderaugen und das bei all den kleinen und großen Problemen im Leben, wo Hass, Missgunst, Machtkämpfe und Katastrophen einem die Welt manchmal alles andere als „wunderbar“ vorkommen lassen. Die erste Strophe des Textes lautet:

“I see trees of green, red roses too. I see them bloom for me and you, and I think to myself: What a wonderful world.”

„Ich sehe grüne Bäume, auch rote Rosen. Ich sehe sie blühen für mich und dich, und ich denke mir: Was für eine wundervolle Welt.“

## Coverversionen
Das Lied wurde mehrmals gecovert, unter anderem von:
- 1968 Roy Black. Er sang eine deutsche Fassung in dem Film Immer Ärger mit den Paukern unter dem Titel Wunderbar ist die Welt; seine gleichnamige Single hielt sich 26 Wochen in der Hitparade.
- 1977 Johanna von Koczian unter dem Titel Wunderbar ist die Welt, auf dem Album Das bisschen Haushalt... sagt mein Mann
- 1981 The Kelly Family auf dem Album Wonderful World
- 1989 The Flaming Lips auf dem Album In a Priest Driven Ambulance
- 1990 Israel Kamakawiwoʻole – mit Ukulele als Medley mit Over the Rainbow auf dem Album Facing Future; siehe Somewhere over the Rainbow / What a Wonderful World (bei erstmaliger Veröffentlichung auf Single-CD in Deutschland im Jahr 2010 zwölf Wochen lang Nummer-eins-Hit)
- 1992 Shane MacGowan & Nick Cave
- 1992 Helge Schneider auf dem Album Guten Tach! unter dem Titel Wundervolle Welt. Dabei wurde der Text völlig durch einen parodistischen deutschen Text ersetzt, der sich nur grob am Original orientierte.
- 1994 Ingrid Sertso auf dem Album Dance With It
- 1997 Eva Cassidy auf dem Album Live at Blues Alley.
- 1999 Anne Murray auf dem Album What a Wonderful World.
- 2002 Joey Ramone auf dem Album Don’t Worry About Me.
- 2003 Kenny G spielte Saxophon zur Originalversion.
- 2003 Guy Sebastian auf dem Album Just As I Am, Reggae-Version
- 2003 Sarah Brightman auf dem Album Harem
- 2004 Rod Stewart auf dem Album Stardust: the Great American Songbook 3
- 2004 Michael Bublé auf dem Album Babalu
- 2004 Céline Dion auf dem Album A New Day... Live in Las Vegas
- 2005 Keane für Comic Relief
- 2004 LeAnn Rimes auf dem Album What a Wonderful World
- 2006 Karamelo Santo auf dem Album La Gente Arriba
- 2007 Mika Nakashima auf dem Album Yes
- 2007 Stacey Kent auf dem Album Breakfast on the Morning Tram
- 2007 Jan Jankeje auf dem Album Mobil Band (mit Frantisek Havlicek)
- 2007 Katie Melua & Eva Cassidy Benefiz-Single zu Gunsten des Roten Kreuzes. (Nummer-eins-Hit in Großbritannien)
- 2008 Ministry auf dem Coveralbum Cover Up
- 2008 The Ten Tenors auf dem Album Nostalgica
- 2010 Robert Wyatt am Ende seines Albums For the Ghosts Within (mit Gilad Atzmon)
- 2010 Kobukuro auf dem Coveralbum All Covers Best
- 2013 Gloria Estefan auf dem Album The Standards (Grammy-Nominierungen, auch für das Arrangement von Shelly Berg)
- 2014 Lennart vs. PatrickGanster auf dem gleichnamigen Album
- 2014 Adoro auf dem Album Nah bei dir unter dem Titel Wundervolle Welt
- 2017 Shibusa Shirazu auf dem Album Juju unter dem Titel フィッシャー 「家路」
- 2018 Soap&Skin auf dem Album From Gas to Solid / you are my friend
- 2019 Hein Simons, deutsche Version unter dem Titel Wunderbar ist die Welt, auf dem Album Lebenslieder

## Adaption
Am 4. Dezember 2021 feierte A Wonderful World – The Louis Armstrong Musical im Colony Theatre in Miami Uraufführung. Das Stück ist ein Jukebox-Musical mit der Musik von Louis Armstrong, arrangiert von Branford Marsalis. Das Musical erzählt autobiografisch das Leben des Jazzmusikers aus der Perspektive der vier Frauen, mit denen er Beziehungen einging: Daisy Parker, Lillian Hardin, Alpha Smith und Lucille Wilson.